# جوناثان يونغ
جوناثان يونغ (بالإنجليزية: Jonathan Young)‏ هو سياسي نيوزلندي، ولد في 1958. حزبياً، نشط في الحزب الوطني في نيوزيلندا. وقد انتخب عضو مجلس النواب النيوزيلندي عن دائرة New Plymouth (New Zealand electorate) ‏ وقد انضم خلال فترته النيابية ‏ للكتلة البرلمانية الحزب الوطني في نيوزيلندا.